# Оріон і Темряк
«Оріон і Темряк» (англ. Orion and the Dark) — американський анімаційний фантастичний пригодницький комедійний фільм 2024 року, створений DreamWorks Animation, анімований Mikros Animation і розповсюджений Netflix. Його режисером став Шон Чармац (у його повнометражному режисерському дебюті), а сценарій написав Чарлі Кауфман за мотивами однойменної дитячої книги 2014 року Емми Ярлетт.
Прем'єра фільму «Оріон і темрява» відбулася в театрі TUDUM у Лос-Анджелесі 27 січня 2024 року, а 2 лютого вийшов на Netflix. Фільм отримав схвальні відгуки критиків, похваливши його сценарій, анімацію, теми та виконання.

## Сюжет
Оріон — 11-річний школяр із серйозною тривожністю та великим списком ірраціональних страхів. Він записує свої страхи у свій щоденник і нервує через те, що його шкільна кохана Саллі могла б в майбутньому відмовити йому піти з ним на екскурсію в планетарій. Однієї ночі, після раптового відключення свідомості, Оріона зустрічає Темряк, втілення його найгіршого страху, у своїй спальні. Втомлений від постійних скарг Оріона на нього, Темряк пропонує взяти Оріона в подорож, щоб допомогти йому подолати його страхи, показавши йому переваги та чудеса ночі.
Під час їхніх подорожей Темряк знайомить Оріона зі своїми іншими нічними сутностями: Дрімота, Кошмарик, Тишка, Страхошумна та Снотворча. Темряк переконує їх дозволити Оріону стати свідком їхньої роботи, на що вони неохоче погоджуються. Під час подорожі Темряк показує Оріону, як Тишка усуває навколишні звуки, Дрімота спонукає людей спати, Кошмарик викликає тривогу та пробуджує деяких людей, Страхошумна створює різні шуми поза домом, а Снотворча породжує чудові сни. Спочатку тривожна поведінка Оріона заважала роботі нічних сутностей, але коли Оріон зрозумів, що Темряк не такий і страшний, то він потоваришував з ним та почав допомагати нічним сутностям виконувати їхні завдання. Крім того, Оріон ненадовго стикається зі Сяйвичем, ворогом Темряка, який приносить денне світло вранці, а Темряк приносить ніч увечері.
Продовжуючи свою подорож, Оріон ненавмисно зауважує, що Сяйвич здається кращим за Темряка, оскільки Сяйвич змушує його відчувати себе безпечніше та тепліше. Розповідь повпливала на нічних сутностей і вони почуваючись пригніченими, залишають свої нічні обов'язки в обмін на роботу вдень. Розлючений і засмучений тим, що їх покинули, Темряк зупиняється на вершині гори. Відчуваючи свою провину, Оріон благає Темряка рухатися, перш ніж Сяйвич пройде крізь нього і знищить його, але Темряк залишається нерухомим і зникає, коли Сяйвич проходить через нього, покидаючи Оріона. Тепер Оріон сидить один на вершині гори, яка, як він розуміє, є спиною літаючої черепахи, соромлячись своїх дій.
Коли історія закінчилася, з'ясовується, що дорослий Оріон розповідав цю історію своїй маленькій дочці Єпатії, щоб допомогти впоратися з її страхами. Коли вони йшли містом до планетарію, Єпатія була шокована його закінченням і запропонувала інший наратив. Коли вона береться за історію, Оріон, який тепер сам на пляжі, зустрічає Єпатію, яка обіцяє йому допомогти. Вона зачитує вірш, який написала на основі історії, і нічні сутності повертаються, ставши свідками хаосу, спричиненого нескінченним денним світлом без ночі, щоб підтримувати природний баланс світу. Пам'ятаючи, що Темряк був буквальним втіленням найгіршого страху Оріона, вони розуміють, що Оріону потрібно спати та відшукати у своїх сновидіннях згадку про Темряка, щоб повернути його.
За допомогою Снотворчої двоє дітей проникають у підсвідомість Оріона і успішно викликають Темряка зі спогадів про першу зустріч у спальні Оріона, але зустріч переривається, коли двері шафи його спальні відчиняються й відкривають чорну діру, яка намагається затягнути Темряка до себе. Нарешті навчившись позбавлятися своїх страхів, Оріон кидається, щоб врятувати Темряка, а Тишка тихенько будить його саме вчасно, щоб вони вийшли зі сну. Темряк знову з'являється, відновлюючи природний порядок світу, і повертає дітей до дому Оріона, перш ніж попрощатися з ними. Після від'їзду Темряка Єпатія застрягла у своєму минулому на 20 років, не маючи можливості повернутися додому. Однак історія вирішується, коли хлопець на ім'я Тіко прибуває на машині часу, щоб повернути Єпатію.
Історія закінчується знову, і з'ясовується, що доросла Єпатія розповідає історію своєму синові Тіко. Закінчивши розповідь, Єпатія виходить на вулицю, щоб побажати добраніч своїм батькам, тепер набагато старшим Оріону та Саллі, оскільки сцена повертається до початку, коли молоді Оріон та Саллі дивляться на зірки під час екскурсії планетарієм.

## Виробництво
12 червня 2023 року було оголошено, що Netflix і DreamWorks Animation співпрацювали над фільмом, написаним Чарлі Кауфманом, і того ж дня дебютували кілька сегментів на щорічному Міжнародному фестивалі анімаційних фільмів в Ансі. Джейкоб Трембле, Пол Уолтер Хаузер і Вернер Герцог були оголошені як частина акторів озвучення. Крім того, Ллойд Тейлор, який працював над «Шпигунами під маскою» та «Німоною», надав додатковий матеріал для сценарію фільму з Брендоном Соєром, що зробило його другим фільмом, з яким Тейлор працював на DreamWorks після Trolls Band Together.
У січні 2024 року було оголошено про додаткову озвучку, включно з Айком Барінгольцом, Анджелою Бассетт, Коліном Генксом і Карлою Гуджіно.

### Анімація
Компанія Mikros Animation, яка раніше працювала з DreamWorks Animation над «Captain Underpants: The First Epic Movie», забезпечила анімацію фільму у своїх приміщеннях у Парижі та Бангалорі.

### Музика
Кевін Лакс і Роберт Лідекер, які раніше працювали над «Кунг-фу Панда: Лицар-дракон», також створили музику і для цього мультфільму.

## Випуск
Світова прем'єра фільму «Оріон і темрява» відбулася 27 січня 2024 року на першому вечірньому виступі театру TUDUM у Лос-Анджелесі.
Фільм вийшов на Netflix 2 лютого 2024 року.

## Оцінки
На агрегаторі оцінок, вебсайті Rotten Tomatoes мультфільм отримав 91% позитивних оглядів 76 критиків з оцінкою 7,1/10. Оцінка вебсайту засвідчила: «Надзвичайно амбітний анімаційний фільм „Оріон і темрява“ виграє від сценарію Чарлі Кауфмана, який не боїться переплітатися з екзистенційними ідеями».
На сайті Metacritic, який використовує вагову оцінку, мультфільм отримав 72/100, яка базується на 23 відгуках, що свідчить про «Загалом сприятливий» відклик.